# Clitopilus prunulus
Clitopilus prunulus  (Giovanni Antonio Scopoli, 1772 ex Paul Kummer, 1871), din încrengătura Basidiomycota în familia Entolomataceae și de genul Clitopilus, denumit în popor morăriță (datorită mirosului), sălcioară, burete de mușchi sau simplu nicorete, este o  specie de ciuperci comestibile care coabitează, fiind un simbiont micoriza (formează micorize pe rădăcinile arborilor). Ea se poate găsi în România, Basarabia și Bucovina de Nord oriunde pe sol, crescând în colonii prin păduri de foioase precum în cele de conifere, dar de asemenea pe pajiști și în zone deschise cu iarbă. Buretele se dezvoltă din (iunie) iulie până în noiembrie, de la câmpie la munte.

## Istoric
Buretele a fost descris pentru prima dată sub denumirea Agaricus prunulus de micologul italian Giovanni Antonio Scopoli în volumul II al operei sale Flora carniolica exhibens plantas Carnioliae indigenas deja în 1772. Aproape 100 de ani mai târziu, în 1871, micologul german Paul Kummer a schimbat numele generic în Clitopilus, alăturând specia noului gen creat de același nume. Se poate verifica în lucrarea sa cunoscută Der Führer in die Pilzkunde: Anleitung zum methodischen, leichten und sicheren Bestimmen der in Deutschland vorkommenden Pilze mit Ausnahme der Schimmel- und allzu winzigen Schleim- und Kern-Pilzchen („Ghid pentru știința micologiei, fără ciupercuțe de mucegai și prea mici mucoase și nucleici”). Acest taxon este valabil până în prezent (2018).
Celelalte redenumiri încercate, cu toate valabile sinonim, pot fi neglijate, poate cu excepția celei făcute de renumitul micolog francez Lucien Quélet în cartea sa din 1886 Enchiridion Fungorum in Europa Media et Praesertim in Gallia Vigentium, anume Paxillus prunulus, care a găsit o anumită recunoaștere între micologii francezi de la sfârșitul secolului a XIX-lea până în prima parte a secolului XX.

## Descriere

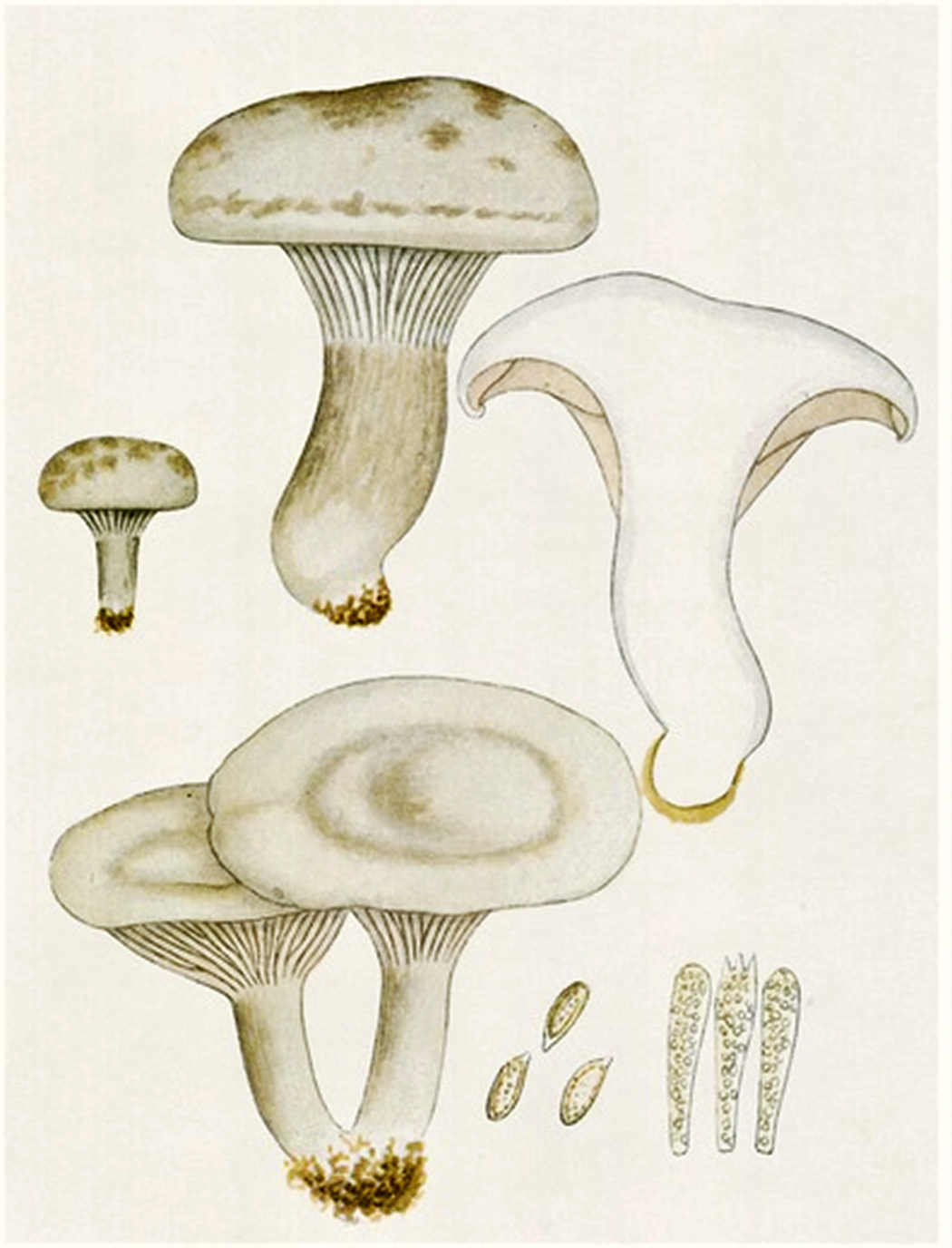
Bres.: C. prunulus

- Pălăria: este de mărime submedie pentru ciuperci plin dezvoltate cu un diametru de aproximativ 4-8 (12) cm, deseori excentrică, cărnoasă, inițial semisferică cu marginea răsfrântă spre picior, apoi boltită, în sfârșit plată,  nu rar adâncită în formă de pâlnie în centru, atunci, de obicei cu o cocoașă largă și  ondulată neregulat la margine. Cuticula este netedă, mat catifelată precum fin brumată în tinerețe, la umezeală lipicioasă sau chiar unsuroasă. Coloritul tinde de la alb spre pal gri-bej, câteodată crem-gălbui.
- Lamelele:  sunt dese, înguste, cu muchii arcuite, decurente de-a lungul piciorului, fiind acolo mai mult sau mai puțin bifurcate. Culoarea lor este la început albă, dar se schimbă treptat în roz.
- Piciorul: are o înălțime de 3-6 cm și o lățime de 0,6-2 cm, este cărnos, cilindric, subțiindu-se conic spre bază și deseori aflat în poziție excentrică. Tija striată longitudinal și de aceeași culoare cu pălăria este brumată spre ea, dar cu aspect lânos la bază.
- Carnea: este savuroasă, albă, destul de moale, cu miros și gust puternic de făină proaspătă. Ea nu arată decolorări cu reacții chimice.
- Caracteristici microscopice: are spori elipsoidali, in formä de migdale,, de 6 până la 8 ori striați longitudinal, având o mărime de 9-14 x 5-6,5 (8) microni, coloritul lor fiind roz-brun. [5][10]

Acest burete este considerat indicator pentru hribul cenușiu care preferă deseori același locuri de dezvoltare.

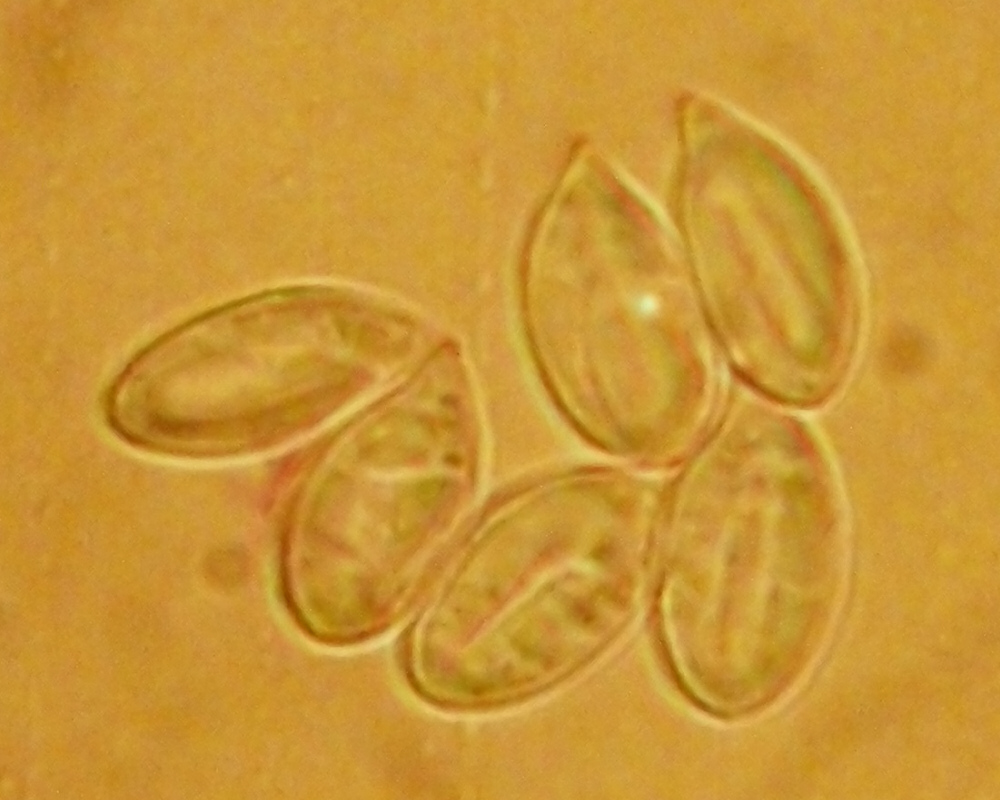
C. prunulus, spori
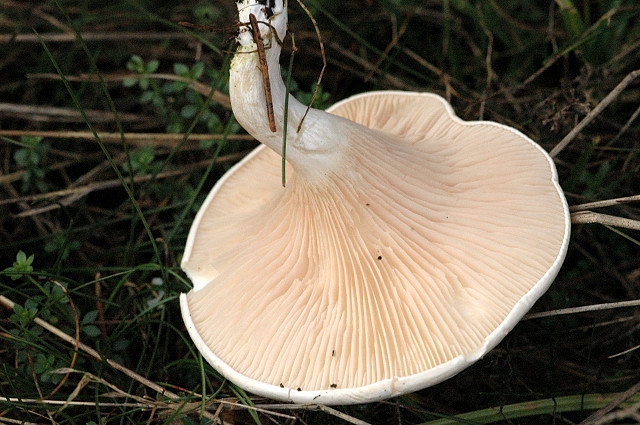
C. prunulus, lamele
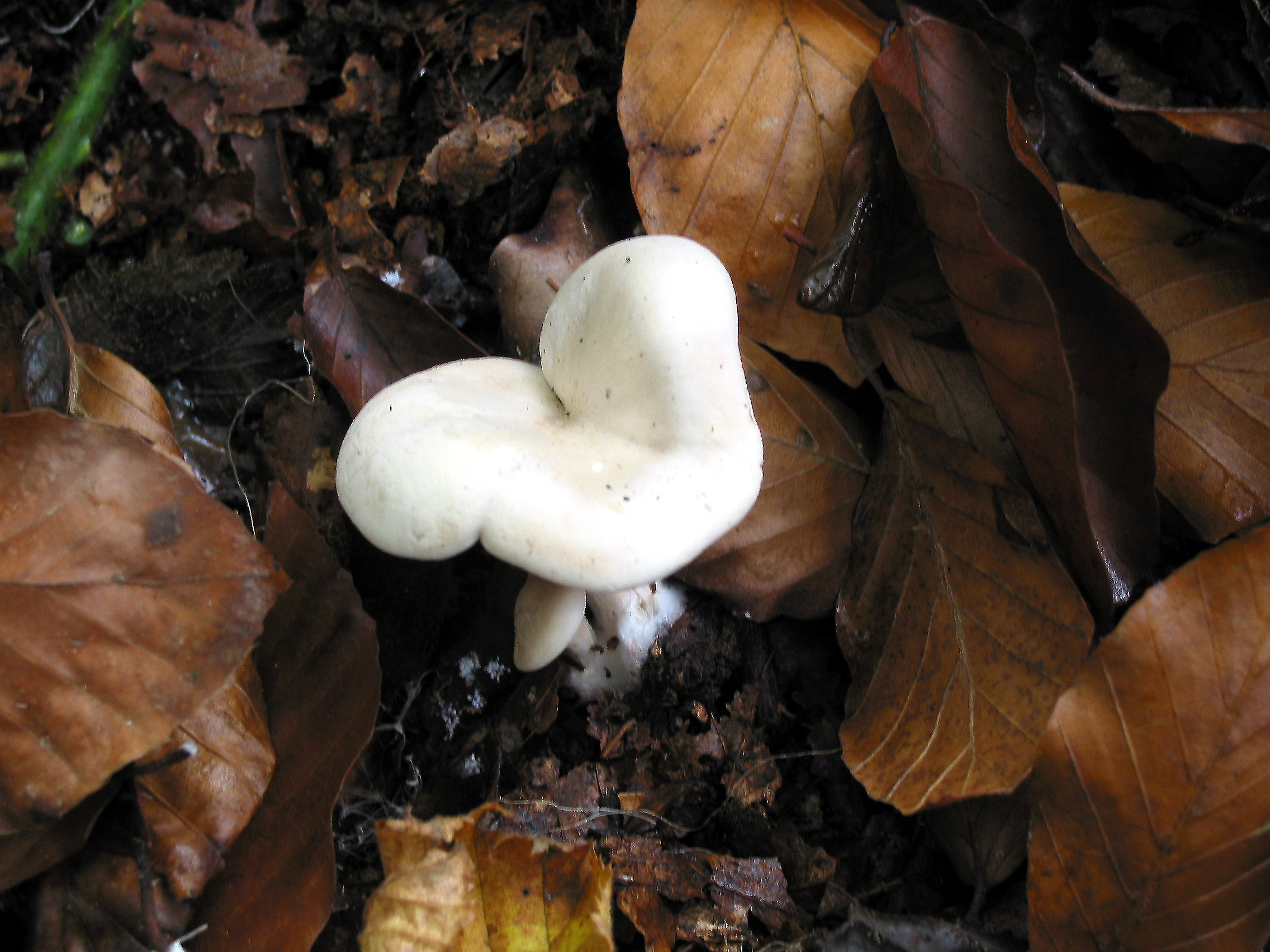
C. prunulus tânăr
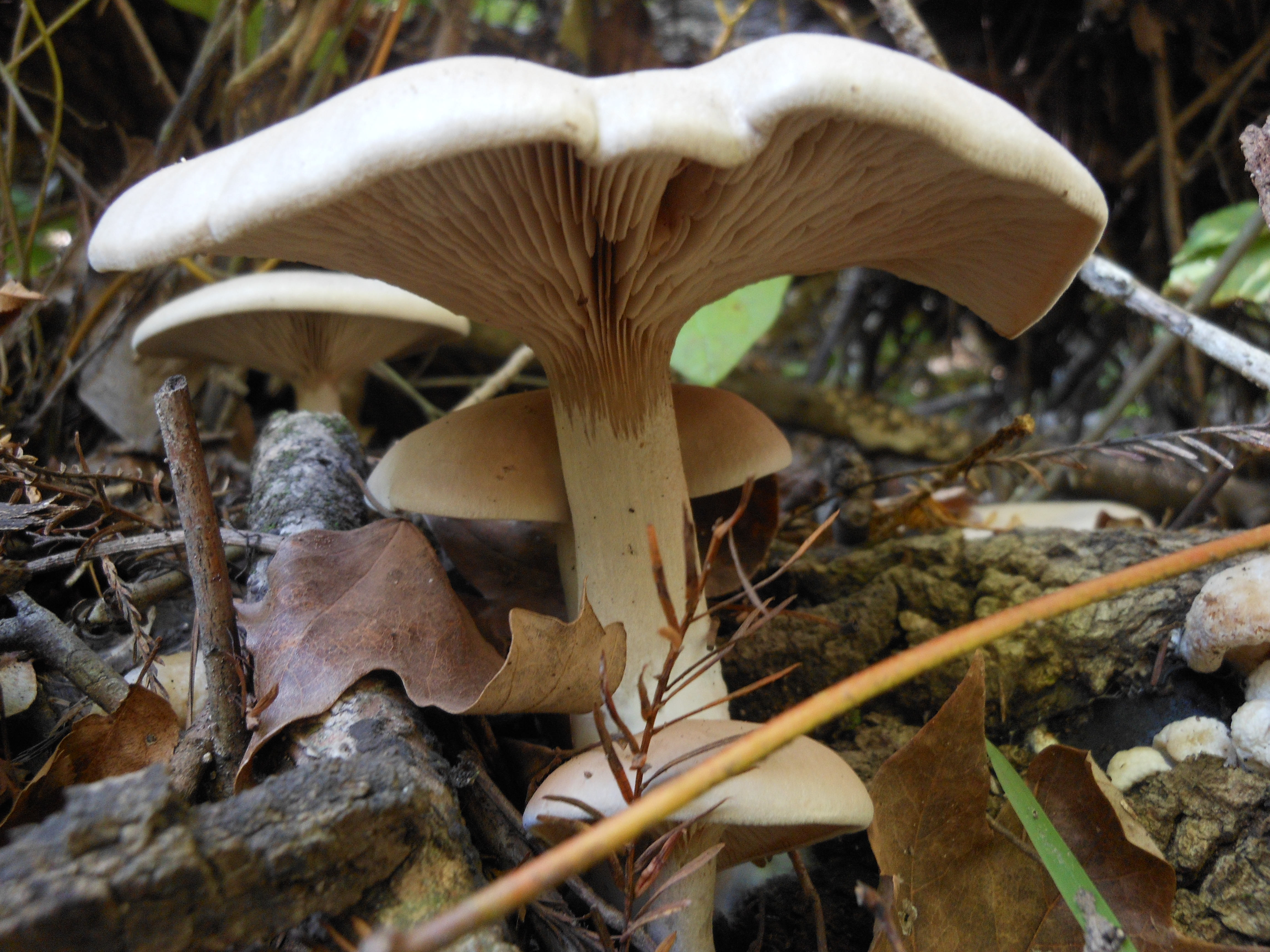
C. prunulus bătrân
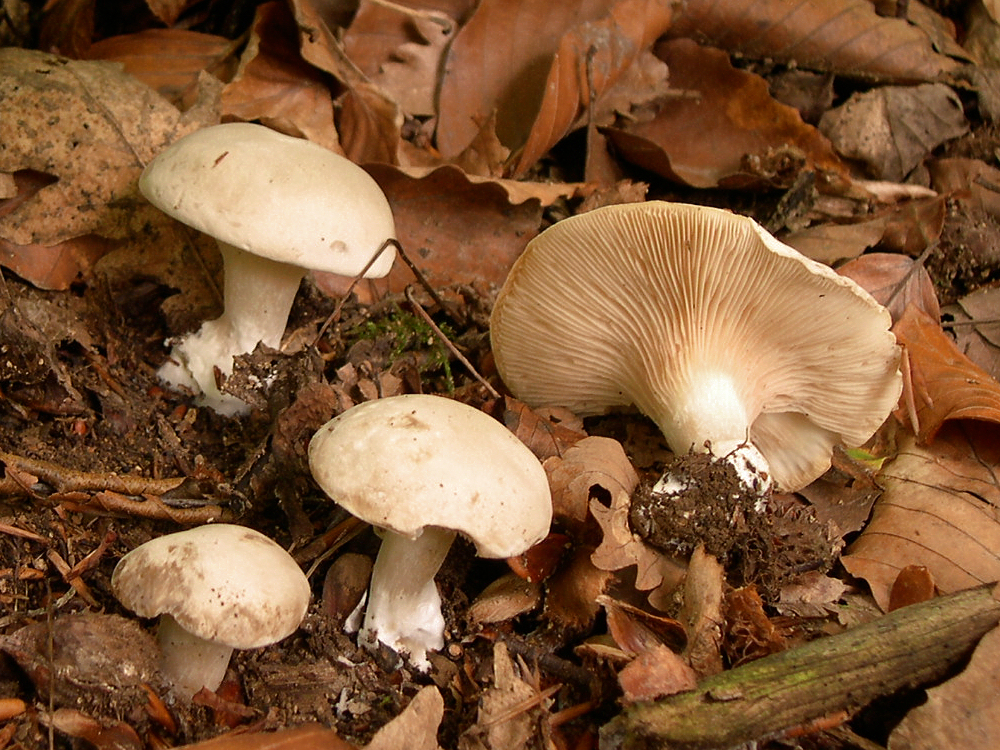
C. prunulus, colorit crem

## Confuzii
Există mai mulți bureți de acest dar și alt gen, cu care în special în tinerețe Clitopilus prunulus poate fi confundat, de exemplu cu comestibilii Agaricus arvensis,  Calocybe gambosa (mai mare, cu lamele care nu devin roze), Clitocybe gibba (miros de migdale amare), Clitocybe clavipes sin. Ampulloclitocybe clavipes (comestibil, dar otrăvitor cu alcool, miros de ciuperci, slab fructuos), Clitocybe odora (comestibil, forma albă, miros puternic de anason), Leucocybe connata sin. Clitocybe connata, Lyophyllum connatum (comestibil, saprofit), Tricholoma columbetta (tare asemănătoare, lamele albe până crem, câteodată cu nuanțe de roz, nu decurente la picior, se dezvoltă numai în păduri de foioase, apare de abia în august), Tricholoma goniospermum sin. Tricholosporum goniospermum (la început cu pălărie alb-gălbuie, apoi gri-ruginie până la violet deschis cu lamele de aceiași culoare și nu decurente la picior precum miros intensiv de faină proaspătă. Se dezvoltă prin păduri și pajiști foarte des din mai-octombrie) sau cu necomestibilele Tricholoma album (lamele albicioase, nu decurente la picior, se dezvoltă numai în păduri de foioase în special sub mesteceni, miros neplăcut făinos- rânced, gust amar, apare de abia în septembrie) și Tricholoma inamoenum.
Foarte periculoasă este confuzia cu bureți tare otrăvitori, chiar mortali, cum ar fi Clitocybe dealbata (Pâlnioară de fildeș), Clitocybe fragrans (destul de otrăvitor, miros de anason, crește prin păduri), Clitocybe phyllophila  sin. Clitocybe cerussata (foarte otrăvitoare, se dezvoltă în același locuri ca buretele de mai dar este ceva mai mică. Carnea miroase aromatic-dulce, având un gust plăcut, la bătrânețe amărui; buretele conține o doză mare de muscarină), Clitocybe fragrans (destrul de otrăvitor, miros de anason, crește prin păduri), Entoloma sinuatum sin. Rhodophyllus sinuatus (Ciuperca pieptănușului), Inocybe erubescens sin. Inocybe patroullardii (Burete cărămiziu) respectiv Inocybe geophylla (foarte otrăvitor, lamele albicioase, mai târziu ocru-maronie, nu decurente la picior, miros tipic foarte dezgustător; conține o doză mare de muscarină).

## Specii asemănătoare

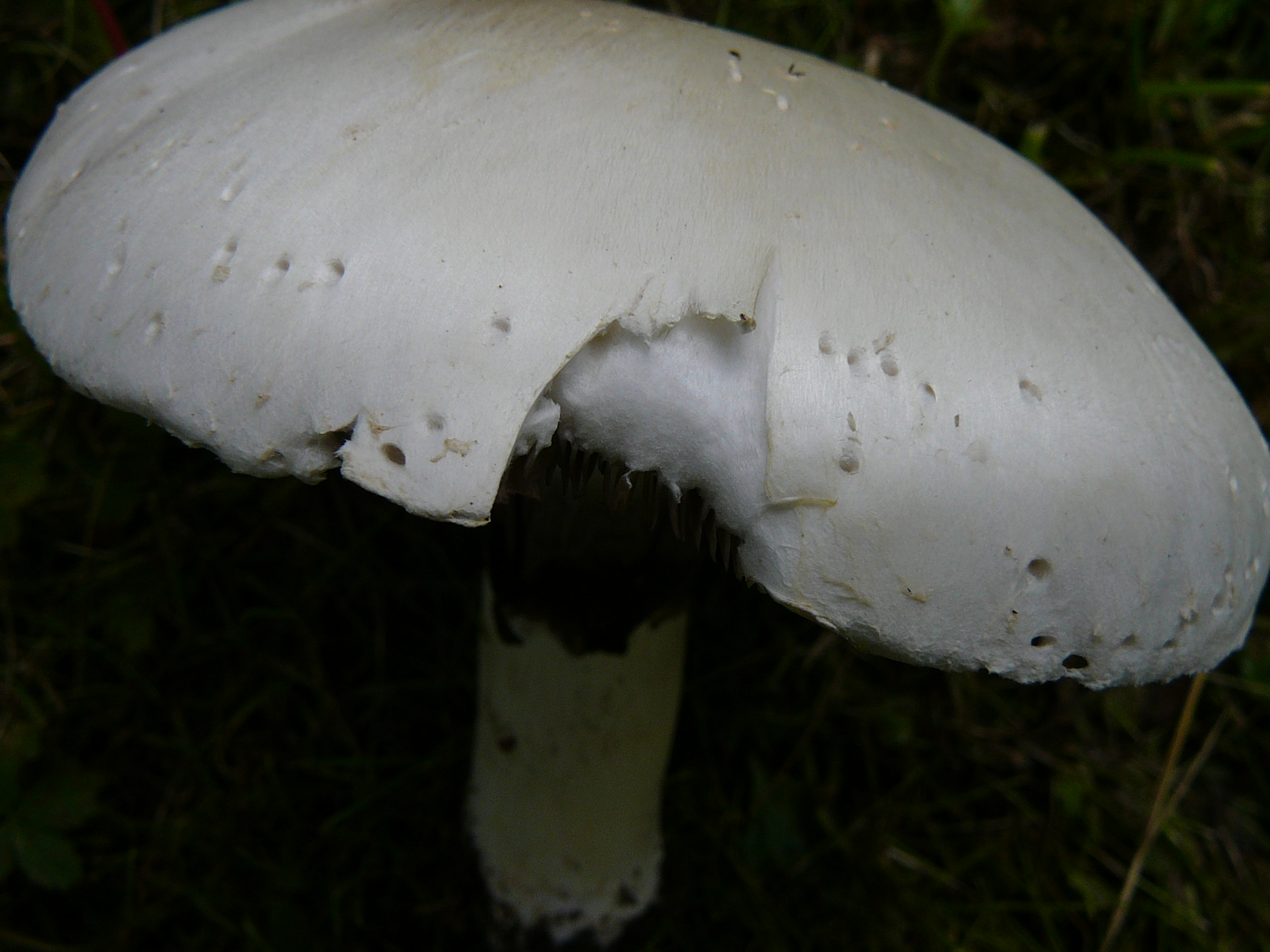
Agaricus arvensis
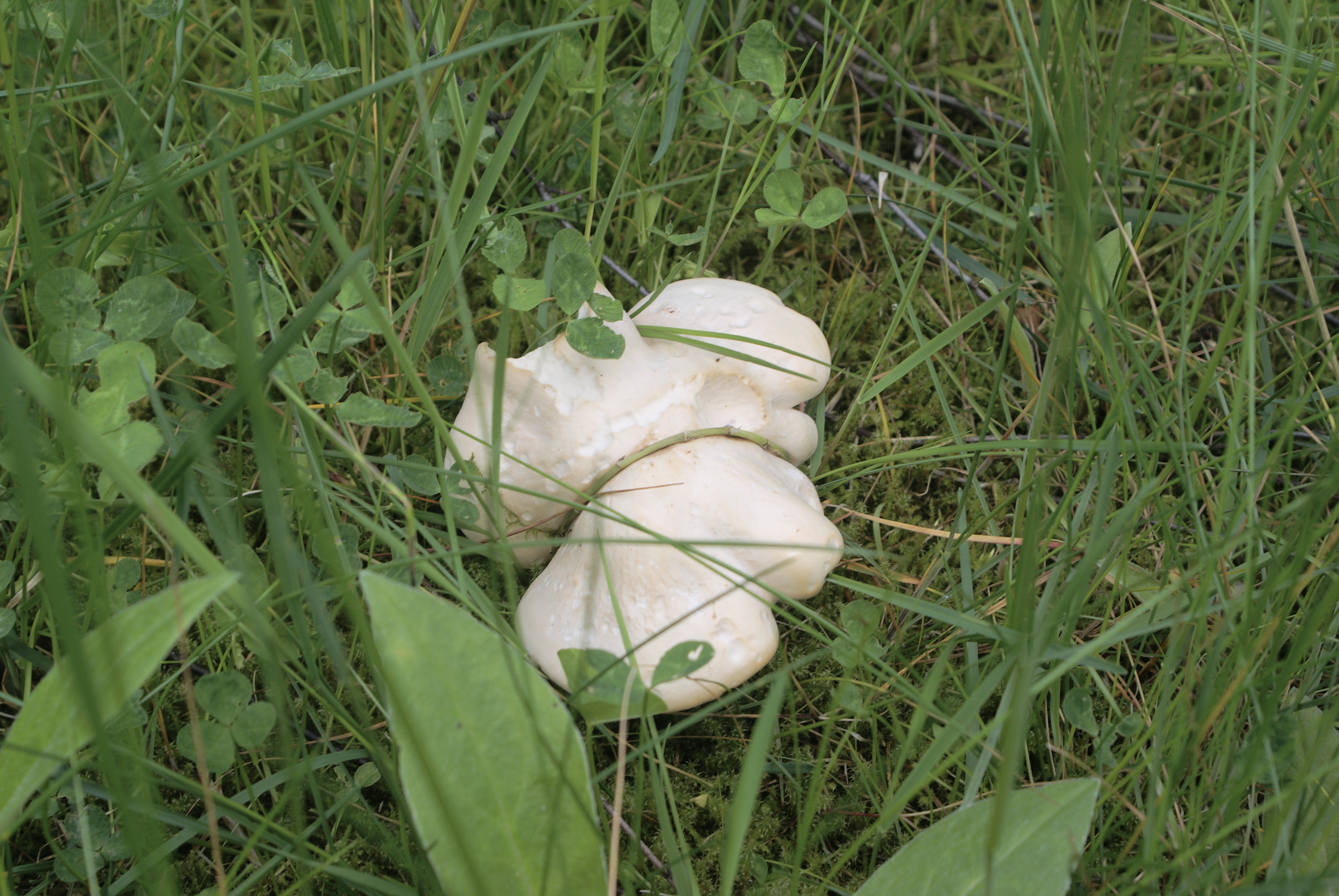
Calocybe gambosa
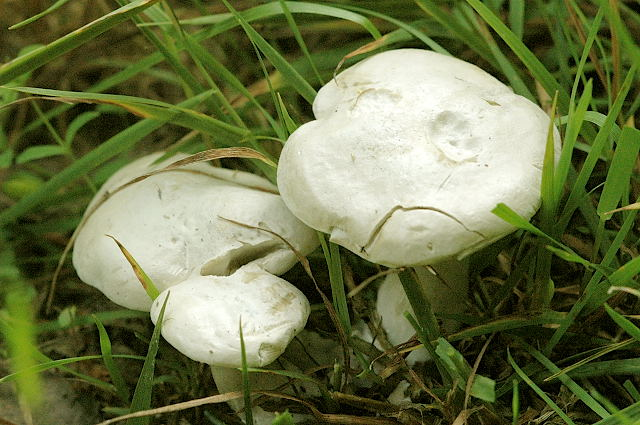
!!!Clitocybe.dealbata!!!
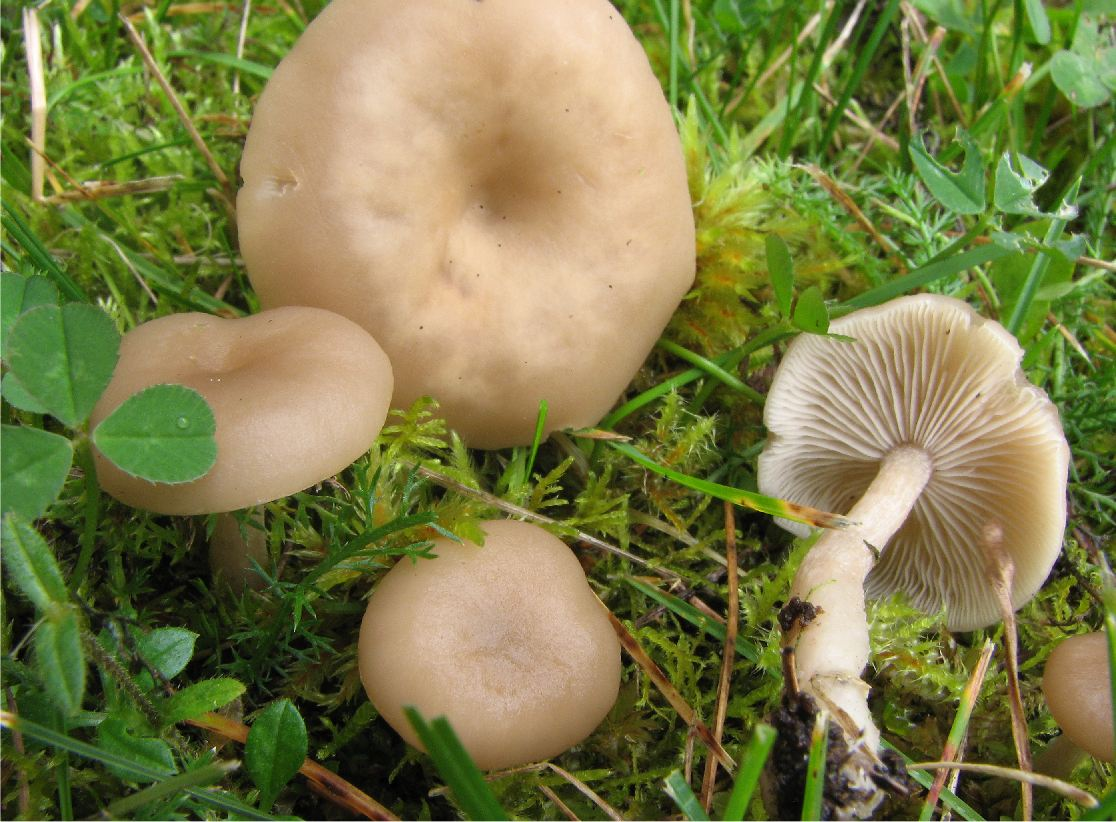
!!Clitocybe fragrans!!
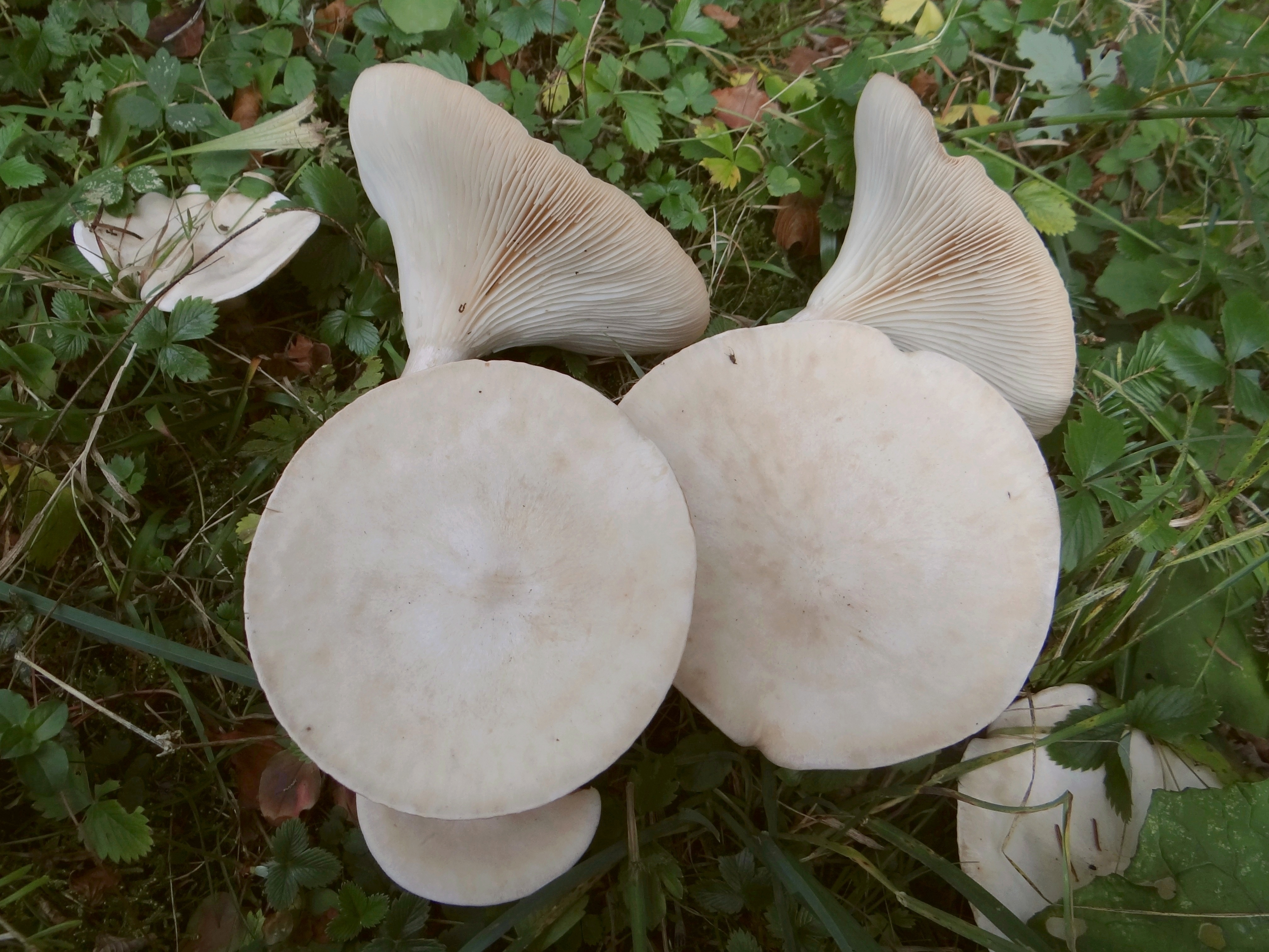
Clitocybe gibba
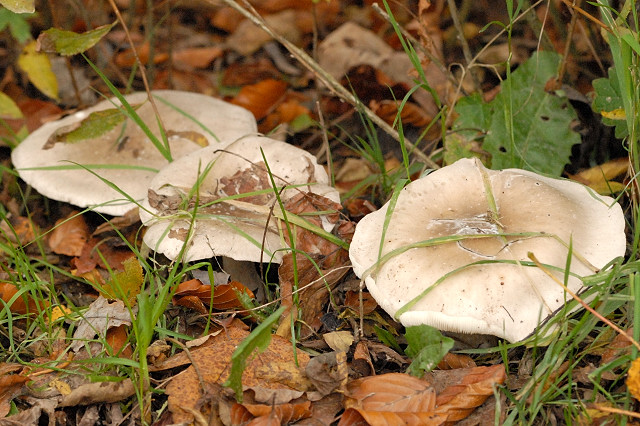
!Clitocybe clavipes sin. Ampulloclitocybe clavipes!
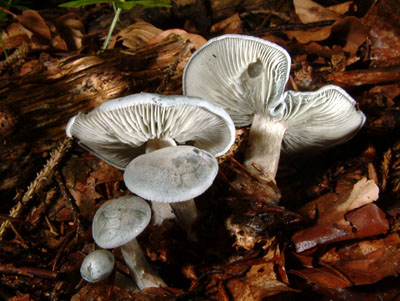
Clitocybe odora
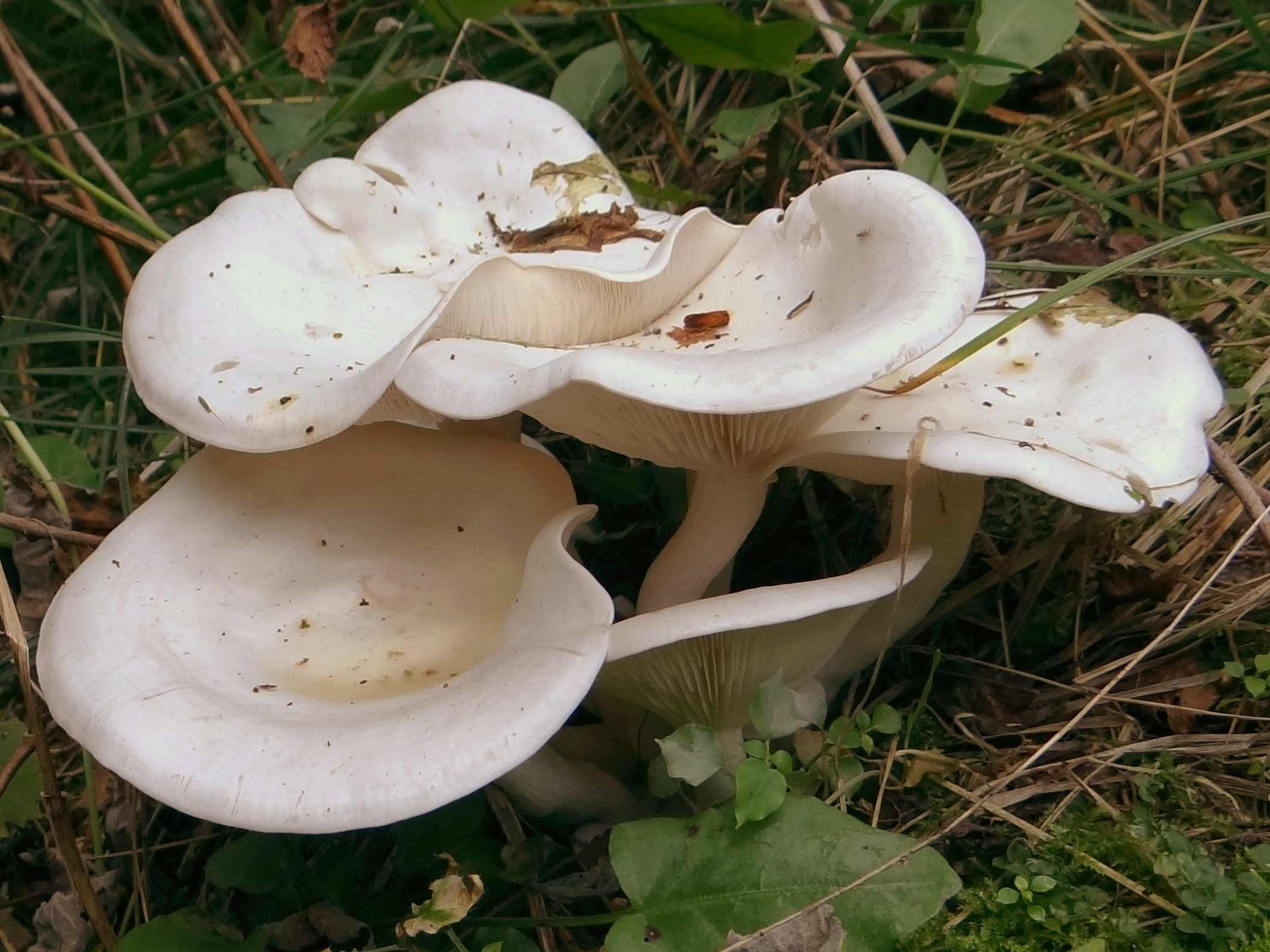
!!!Clitocybe phyllophila!!!

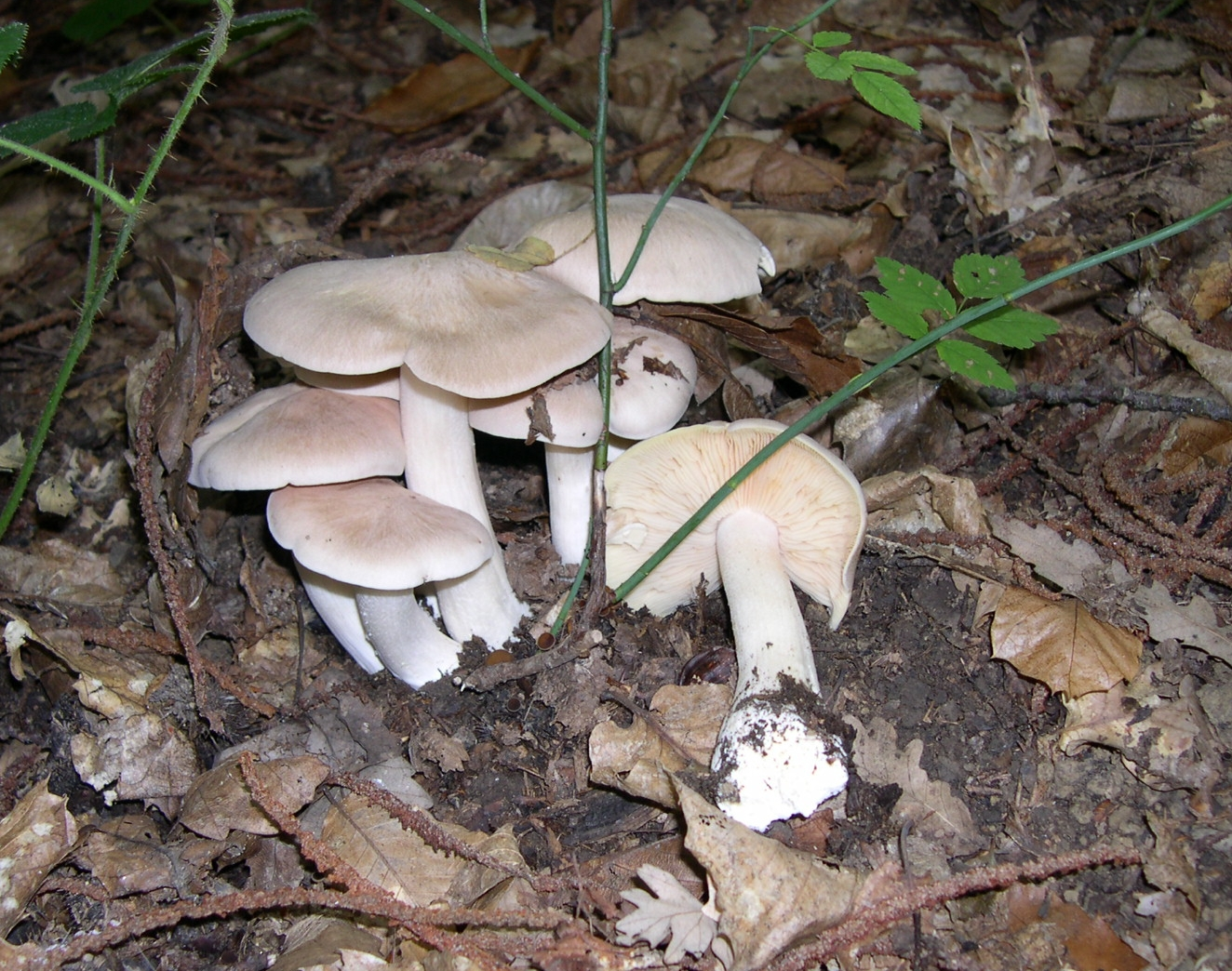
!!Entoloma sin. Rhodophyllus sinuatum!!
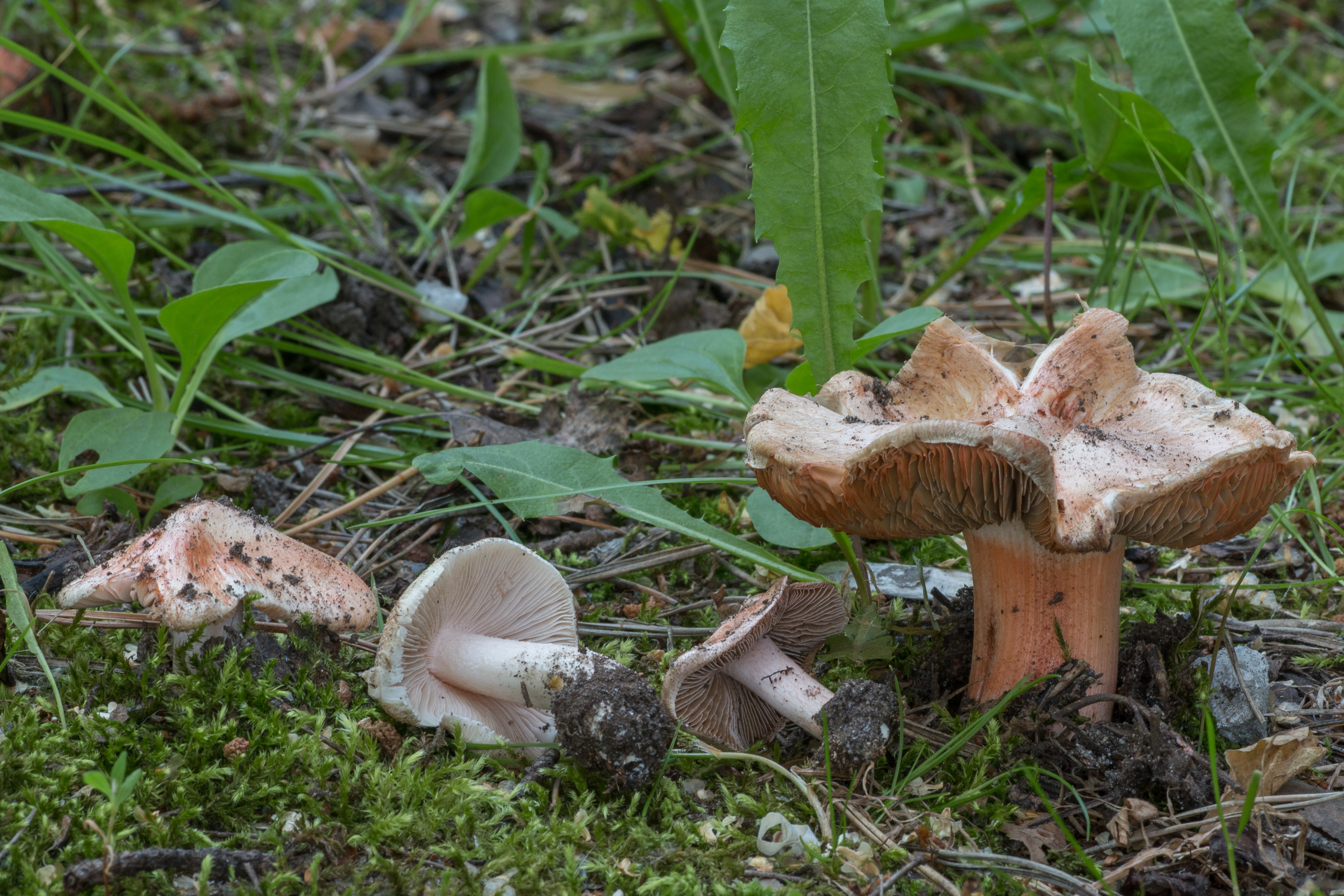
!!!Inocybe erubescens sin. patouillardi!!!
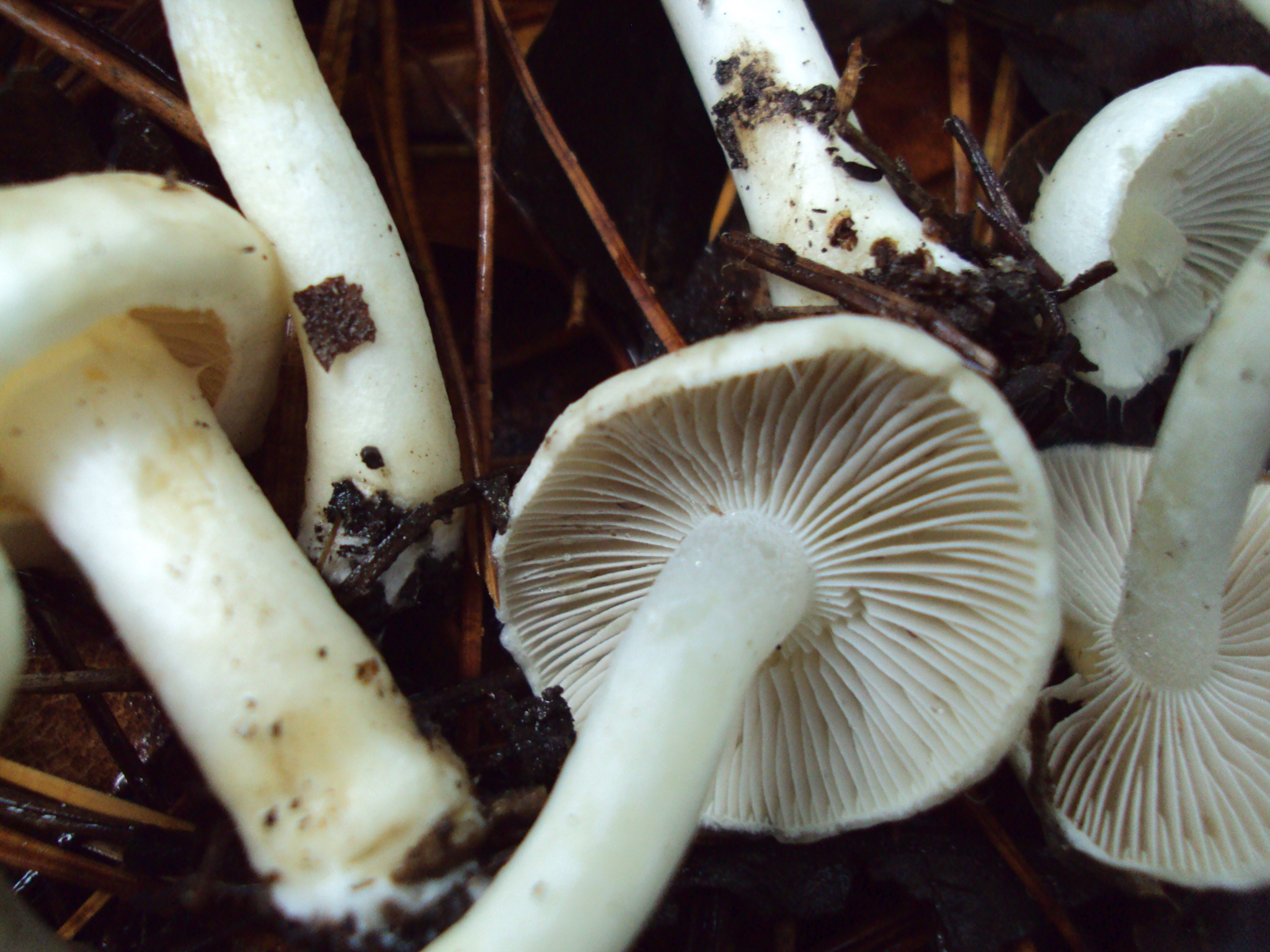
!!Inocybe geophylla!!
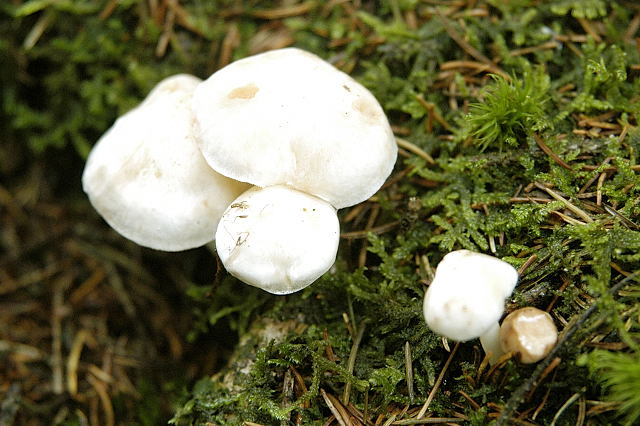
Leucocybe connata sin. Clitocybe connata, Lyophyllum connatum
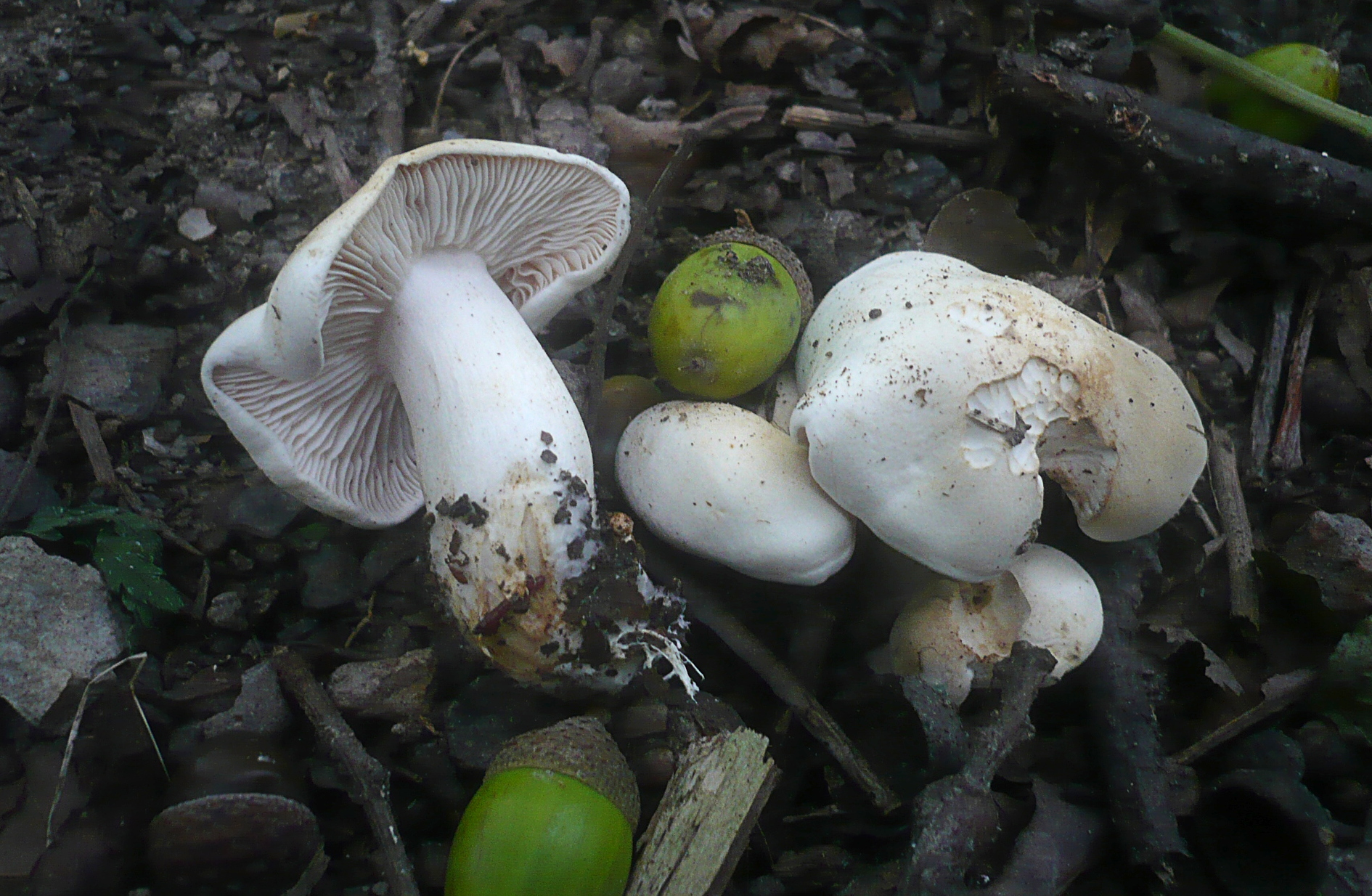
!Tricholoma album!
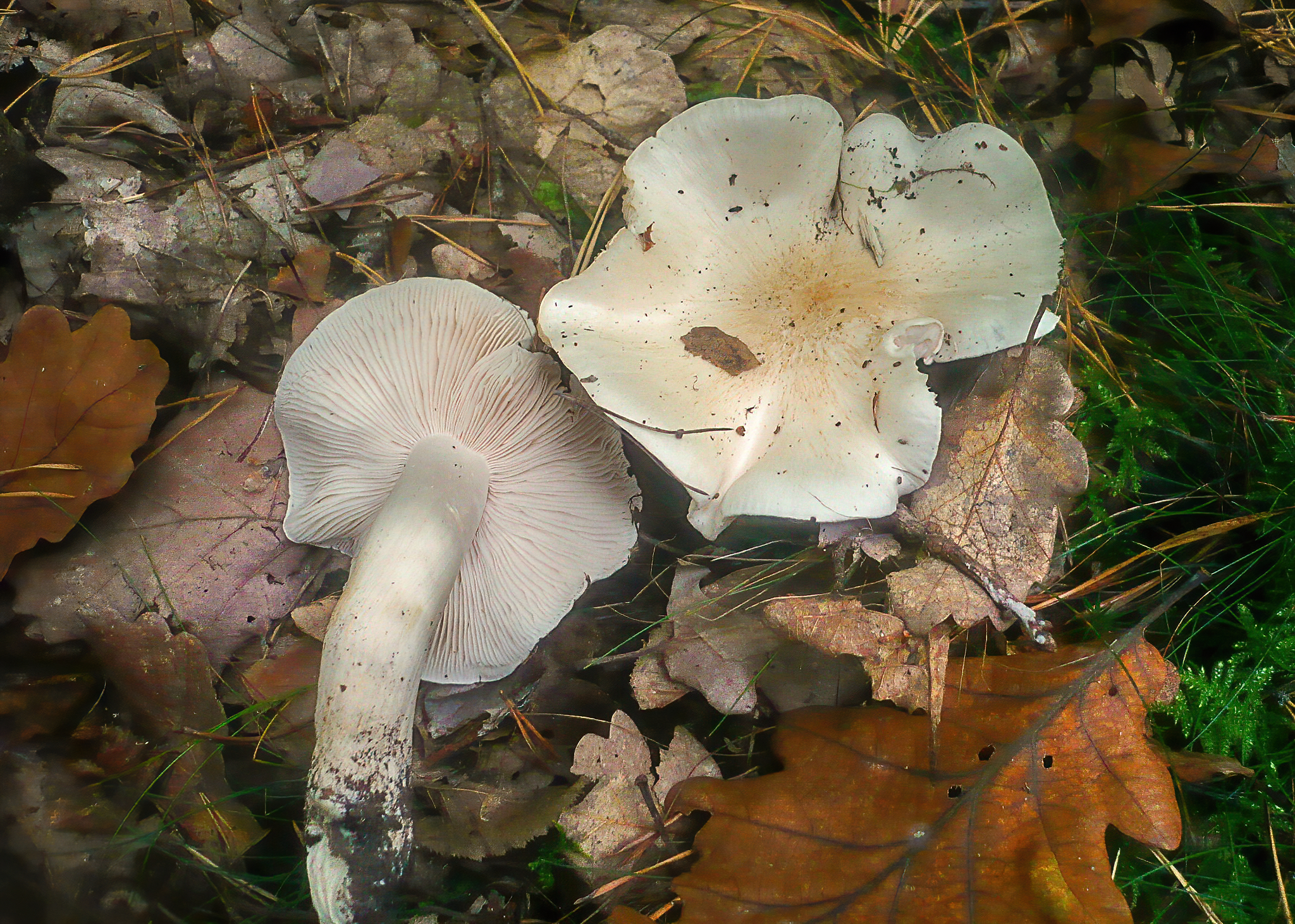
Tricholoma columbetta
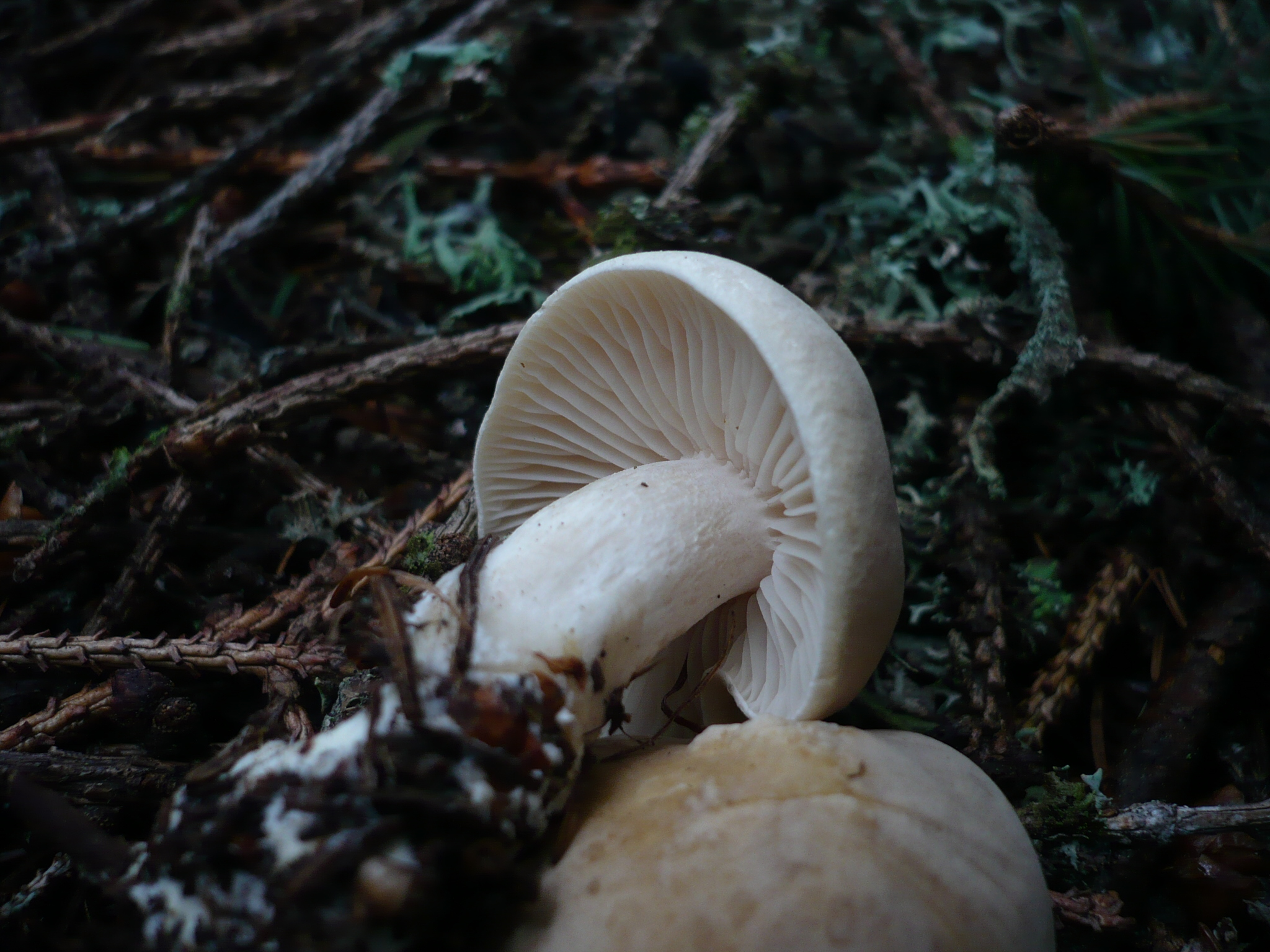
!Tricholoma inamoenum!

## Valorificare
Morărița poartă ca denumire populară între altele același sinonim ca buretele lui Sfântu’ Gheorghe (nicorete), fiind în aparență, calitate, miros și gust foarte asemănător cu el. De acea ciuperca poate fi preparată ca mai înainte menționatul burete de mai.